# George Henry Dixon
Pour les articles homonymes, voir George Dixon et Dixon.
George Henry Dixon, né en 1860 et décédé en 1940, est un dirigeant de rugby à XV qui a été le manager de l'équipe de Nouvelle-Zélande en 1905-1906, équipe représentant la Nouvelle-Zélande en tournée en Grande-Bretagne en 1905, en France et en Amérique du Nord en 1906.

## Biographie
Avant d'être le manager de l'équipe de Nouvelle-Zélande, il a été auparavant responsable de Wellington.
Il a écrit un livre en 1906, 1905, the triumphant tour of the N. Z. footballers.